# Josef Šimonek
Josef Šimonek (26. března 1862 Stránka u Mělníka – 18. dubna 1934 Lobeč) byl český a československý průmyslník, politik a senátor Národního shromáždění ČSR za Republikánskou stranu zemědělského a malorolnického lidu.

## Biografie
Pocházel z rolnické rodiny. Absolvoval gymnázium v České Lípě a Českoslovanskou obchodní akademii v Praze. Ve věku dvaceti let odešel do Ruska, kde začal pracovat pro pobočku Škodových závodů. Roku 1885 přešel do centrály podniku v Plzni, kde byl od roku 1891 prokuristou. V 90. letech 19. století se stal vrchním komerčním ředitelem tohoto podniku a podílel se na expanzi Škodových závodů. Později podnik zastupoval v novém ústředí ve Vídni. Ještě v březnu 1918 byl za zásluhy povýšen do šlechtického stavu. Po roce 1918 se stal předsedou správní rady podniku, nyní klíčového v nově vzniklém Československu. Třebaže již 1. ledna 1918 oficiálně odešel do penze, nyní se vrátil do výkonných funkcí a zajišťoval přechod Škody Plzeň na mírovou výrobu a zabýval se vstupem francouzského kapitálu do této společnosti. Roku 1919 se rovněž stal prezidentem Hospodářské úvěrní banky pro Čechy a provedl její fúzi s Českou průmyslovou bankou.
V parlamentních volbách v roce 1925 získal Republikánskou stranu zemědělského a malorolnického lidu senátorské křeslo v Národním shromáždění. Mandát obhájil v parlamentních volbách v roce 1929. V senátu zasedal až do své smrti v roce 1934. Pak ho nahradil Pavel Rejmon.
Profesí byl statkářem v Lobči. Tento velkostatek koupil v roce 1912, v roce 1917 zakoupil zámek Stránov a později přikoupil i další statky, včetně hradu Houska.
Zemřel v dubnu 1934. Smuteční obřad se konal v Lobči, zpopelnění pak v krematoriu v Praze-Strašnicích.

## Rodina
Kolem roku 1884 se oženil s Marií Tůmovou (* 1864), dcerou známého pražského kavárníka Aloise Tůmy († 1900), majitele kavárny Tůmovka v Lazarské ulici 10. S ní vyženil majetek, mj. dva domy v Nuslích. Do rodiny se narodily děti František a Marie. Pro rekreaci zakoupil zámek Stránov, zámeček Lobeč a hrad Houska, které byly vráceny v restituci jeho prapravnučce Zuzaně Pavlíkové-Šimonkové, která se o ně nyní stará.